# Funiculì funiculà
"Funiculì, Funiculà" [funikuˈli funikuˈla] é uma canção famosa escrita pelo jornalista, poeta e cantautor italiano Giuseppe 'Peppino' Turco e musicada por Luigi Denza em 1880. Ela foi composta para celebrar a abertura do primeiro bonde ou funicular (em italiano: funicolare) do Monte Vesúvio, em 1879. Foi cantada pela primeira vez em Castellammare di Stabia no Hotel Quisisana no dia 6 de junho de 1880 e se tornou um grande sucesso. No mesmo ano, foi apresentada por Turco e Denza no Festival de Piedigrotta.

## Letra original(em napolitano)
Aissera, oje Nanniné, me ne sagliette,

tu saje addó, tu saje addó

Addó 'stu core 'ngrato cchiù dispietto

farme nun pò! Farme nun pò!

Addó lu fuoco coce, ma se fuje

te lassa sta! Te lassa sta!

E nun te corre appriesso, nun te struje

sulo a guardà, sulo a guardà.

Jamme, jamme 'ncoppa, jamme jà,

Jamme, jamme 'ncoppa, jamme jà,

funiculì, funiculà!

funiculì, funiculà!

'ncoppa, jamme jà,

funiculì, funiculà!

Né, jamme da la terra a la montagna!

Nu passo nc'è! Nu passo nc'è!

Se vede Francia, Proceta e la Spagna...

Io veco a tte! Io veco a tte!

Tirato co la fune, ditto 'nfatto,

'ncielo se va, 'ncielo se va.

Se va comm' 'a lu viento a l'intrasatto,

guè, saglie, sà!

Jamme, jamme ...

Se n'è sagliuta, oje né, se n'è sagliuta,

la capa già! La capa già!

È gghiuta, po' è turnata, po' è venuta,

sta sempe ccà! Sta sempe ccà!

La capa vota, vota, attuorno, attuorno,

attuorno a tte! Attuorno a tte!

Stu core canta sempe nu taluorno:

Sposamme, oje né! Sposamme, oje né!

Jamme, jamme ...

## Tradução para o português
Ontem à tarde, oi Aninha, eu fui,

sabes para onde, sabes para onde?

Para onde este coração ingrato não pode me desprezar mais!

Onde o fogo queima, mas se tu foges

ele deixa estar!

E não te persegue, não te consome,para que vejas o céu!...

Vamos, vamos, pro topo vamos, já!

Vamos, vamos, pro topo vamos, já!

Funiculì - funiculà, funiculì - funiculà!

Pro topo vamos, já, funiculì - funiculà!

Vamos do sopé à montanha, Aninha! Sem (termos de) caminhar!

Podes ver a França,a Prócida e a Espanha...

e eu vejo a ti!

Puxados por uma corda, antes de nos darmos conta,

vamos para o céu...

Vamos rápidos como o vento e de repente, já saímos!

Vamos, vamos, pro topo vamos, já!

Vamos, vamos, pro topo vamos, já!

Funiculì - funiculà, funiculì - funiculà!

Pro topo vamos, já, funiculì - funiculà!

Subimos, Aninha, já chegamos ao topo!

(O funicular) Foi, e retornou, e voltou novamente...

Está sempre aqui!

O topo gira, gira, ao redor, ao redor,

ao redor de ti!

Este coração canta sempre

e não é arrogante

Vamos nos casar, Aninha!

Vamos, vamos, pro topo vamos, já!

Vamos, vamos, pro topo vamos, já!

Funiculì - funiculà, funiculì - funiculà!

Pro topo vamos, já, funiculì - funiculà!
Traduzido com ajuda do dicionário da "Storia di Napoli" 